# Trái Đất: Cuộc xung đột cuối cùng
Trái Đất: Cuộc xung đột cuối cùng (tên gốc: Earth: Final Conflict) là một bộ phim truyền hình thuộc thể loại khoa học viễn tưởng của Canada dựa trên ý tưởng sáng tạo của Gene Roddenberry (nhà sáng tạo loạt phim Star Trek), và được sản xuất dưới sự chỉ đạo của bà Majel Barrett-Roddenberry. Bộ phim chỉ được sản xuất, ghi hình và phát sóng rộng rãi sau khi ông qua đời. Bộ phim kéo dài 5 phần từ ngày 6 tháng 10 năm 1997 đến ngày 20 tháng 5 năm 2002.
Tên ban đầu được chọn để đặt cho loạt phim là Battleground: Earth, tuy vậy nhà sản xuất đã thay đổi nó vì tên này nghe giống một tiểu thuyết của L. Ron Hubbard có tên Battlefield Earth. Nhà đồng sản xuất của bộ phim là Majel Barrett-Roddenberry. Bà cũng xuất hiện trong một vài tập đầu trong vai nhân vật Dr Julianne Belman. Barrett là người sở hữu hợp pháp tất cả các ghi chú của Roddenberry, các ghi chú này bao gồm cả ý tưởng và đường dây câu chuyện. Sau khi ông qua đời, các ghi chú này cung cấp ý tưởng cơ bản cho loạt phim phát triển.

## Cốt truyện
Vào đầu thế kỷ 21, một chủng loài ngoài hành tinh có tên là người Taelons đến Trái Đất. Để đổi lại cho sự hiện diện của mình trên hành tinh Trái Đất của loài người, người Taelons đề nghị sẽ giúp đỡ người Trái Đất giải quyết các vấn đề của con người bằng cách tiếp cận với các công nghệ tân tiến của họ. Kết quả là bệnh tật, chiến tranh và ô nhiễm môi trường gần như bị loại bỏ. Mặc dù với những tiến bộ đó, có một số người vẫn nghĩ người Taelons không phải thực sự nhân từ như học tỏ ra như thế. Các tổ chức chống lại người Taelons được lập ra.
Sau tất cả, câu chuyện hé lộ rằng người Taelon không phải hoàn toàn xấu xa cũng như thánh thiện như vẻ bề ngoài, và thực sự họ cũng không có ý định xâm lăng thế giới con người (trừ Zo'or có bản chất độc ác, nhân vật phản diện chính trong phần 2–4). Người Taelon không còn có khả năng sinh sản. Da'an là người Taelon cuối cùng có khả năng sinh sản (Zo'or là người Taelon cuối cùng được sinh ra, tuy vậy Zo'or vô sinh) và họ đang trên bờ vực của sự tuyệt chủng. Mục tiêu ban đầu của họ là xem xét và sử dụng con người để kéo dài sự sống và tìm cách để tái sinh loài của mình. Tuy vậy, ngoài mục đích đó họ cũng che giấu một kế hoạch khác. Họ kết hợp với các kỹ sư sinh học của loài người giúp họ tìm kẻ thù của mình là người Jaridians (có cùng nguồi gốc với người Taelon). Người Jaridians tin rằng vấn đề mất khả năng sinh sản của người Taelons có liên quan đến tâm lý.

## Nhân vật
- Kevin Kilner trong vai William Boone (phần 1; khách mới trong phần 5)
- Robert Leeshock trong vai Liam Kincaid (phần 2–4; khách mới trong phần 5)
- Lisa Howard trong vai Lili Marquette (phần 1–2; khách mới trong phần 3-4)
- Richard Chevolleau trong vai Marcus "Augur" Deveraux (phần 1–4)
- Von Flores trong vai Ronald Sandoval (phần 1–5)
- Leni Parker trong vai Da'an (phần 1–4)
- David Hemblen trong vai Jonathan Doors (phần 1–3; khách mới trong phần 4)
- Kari Matchett trong vai Siobhan Beckett (phần 1–2) và trong vai Rho'ha, một nhà khoa học người Taelon (phần 1 tập 14 "Pandora's Box" và tập 18 "Law and Order")
- Anita La Selva trong vai Zo'or (phần 2–4; khách mới trong phần 1,5)
- Jayne Heitmeyer trong vai Renee Palmer (phần 3–5)
- Miranda Kwok trong vai Kwai Ling Hong (phần 1)
- Guylaine St-Onge trong vai Juda (phần 5)
- Melinda Deines trong vai Juliet Street (phần 4–5)
- Helen Taylor trong vai Ra'Jel (phần 5)
- Alan Van Sprang trong vai Howlyn (phần 5)
- Dean McDermott trong vai Brent Michaels (khách mới trong phần 5; McDermott also guest starred in phần 2 trong vai the 'real' Liam Kincaid, the man whose name the series' main character had adopted)

| Character               | Actor              | Phần I   | Phần II | Phần III | Phần IV  | Phần V   |
| ----------------------- | ------------------ | -------- | ------- | -------- | -------- | -------- |
| William Boone           | Kevin Kilner       | Có       | Không   | Không    | Không    | Một phần |
| Liam Kincaid            | Robert Leeshock    | Không    | Có      | Có       | Có       | Một phần |
| Lili Marquette          | Lisa Howard        | Có       | Có      | Một phần | Một phần | Không    |
| Renee Palmer            | Jayne Heitmeyer    | Không    | Không   | Có       | Có       | Có       |
| Ronald Sandoval         | Von Flores         | Có       | Có      | Có       | Có       | Có       |
| Marcus "Augur" Deveraux | Richard Chevolleau | Có       | Có      | Có       | Một phần | Không    |
| Juliet Street           | Melinda Deines     | Không    | Không   | Không    | Có       | Có       |
| Da'an                   | Leni Parker        | Có       | Có      | Có       | Có       | Không    |
| Zo'or                   | Anita La Selva     | Một phần | Có      | Có       | Có       | Một phần |
| Jonathan Doors          | David Hemblen      | Có       | Có      | Có       | Một phần | Không    |
| Juda                    | Guylaine St-Onge   | Không    | Không   | Không    | Không    | Có       |
| Howlyn                  | Alan Van Sprang    | Không    | Không   | Không    | Không    | Có       |
| Ra'Jel                  | Helen Taylor       | Không    | Không   | Không    | Không    | Có       |